# Malam Maman Barka

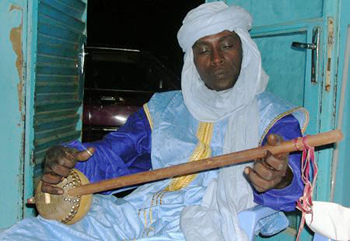
Malam Maman Barka (2012)

Malam Maman(e) Barka (* 1959 in Tesker, autonome Republik Niger; † 21. November 2018 in Niamey) war ein nigrischer Musiker.

## Leben
Malam Mamane Barka wurde 1959 in Tesker geboren, einem Ort im Osten der damals innerhalb der Französischen Gemeinschaft autonomen Republik Niger. Er stammte aus dem Nomadenvolk der Toubou. Als Spieler der Ngurumi, eines zweisaitigen Zupfinstruments, erreichte er Popularität in seinem Heimatland und im benachbarten Nigeria. Im Jahr 2002 beschloss er, sich dem Studium der Biram zu widmen. Dabei handelt es sich um ein fünfsaitiges Instrument, das bei den Boudouma, einem Fischervolk am Tschadsee, für traditionelle Lieder verwendet wird.

### Studium der Biram
Den ersten Kontakt mit diesem Musikinstrument hatte Barka im Jahr 1998, als er einen Musikforscher, der die unterschiedlichen musikalischen Traditionen der verschiedenen Volksgruppen Nigers untersuchen wollte, zu einer Reise an den Tschadsee begleitete. Beim Volk der Boudouma trafen sie dabei auf Boukar Tar, den vermutlich letzten Biram-Spieler dieser Zeit, der ihnen die besondere Bedeutung dieses Instruments in den traditionellen Mythen der Boudouma vermittelte. Tar beklagte jedoch das geringe Interesse der jungen Generation seines Volkes für diese alten Überlieferungen und befürchtete, dass das Wissen um dieses Instrument mit ihm auszusterben drohe. Auf Anregung des Musikforschers beschloss Mamane Barka später, sich von dem alten Meister des Instruments in der Sprache und den Riten der Boudouma und in der Spielweise der Biram unterweisen zu lassen.
Dazu kam es jedoch, aus finanziellen Gründen, erst im Jahr 2002, als Mamane Barka durch ein Stipendium der UNESCO die Möglichkeit erhielt, erneut an den Tschadsee zu reisen und sich dem Studium des Instruments zu widmen. Boukar Tar nahm ihn als Schüler auf, führte mit ihm bestimmte Rituale der Reinigung und Initiation seines Volkes durch und vermittelte ihm die mythische Bedeutung und Spielweise des Instruments.
Boukar Tar starb im folgenden Jahr. Er hinterließ Barka sein 47 Jahre altes Instrument als Geschenk und bat ihn, die Tradition des Instruments fortzuführen und weiter zu vermitteln. Durch seine Bekanntheit und zahlreiche Auftritte gelang es Mamane Barka, mehrere Schüler zu gewinnen.
Mamane Barka tourte regelmäßig mit seinen seltenen Instrumenten und seinem guten Freund, dem Perkussionisten Oumarou Adamou, der ihn bei Auftritten und auf seinen CDs musikalisch begleitet hat. Nach der Veröffentlichung seiner CD Guidan Haya mit Ngurumi-Musik im April 2008, der ersten, die auch außerhalb Nigers veröffentlicht wurde, spielte er im selben Jahr auch auf dem WOMAD-Festival. Diese CD enthält eine Mischung aus neuem Material und älteren Liedern aus seiner über 20-jährigen Karriere als Ngurumi-Musiker. Im Jahr 2009 folgte dann die CD Introducing Mamane Barka, auf der er erstmals Lieder, die mit der Biram gespielt wurden, präsentierte. Im selben Jahr wurde er Direktor des Kulturzentrums Centre Culturel Oumarou Ganda in Niamey.
Malam Mamane Barka lebte zusammen mit zwei Ehefrauen und neun Kindern. Er starb im November 2018 im Alter von 59 Jahren in Niamey und wurde dort bestattet.

## Instrument
Die Biram ist ein harfenähnliches Musikinstrument mit fünf Saiten, das ursprünglich von den Boudouma gespielt wurde. Sie erinnert in ihrer Form an eine Piroge, ein traditionelles Fischerboot. Während das Instrument ursprünglich nur von Boudouma gespielt wurde, die durch Initiation und überliefertes Wissen vorbereitet worden waren, betonte Mamane Barka den musikalischen Wert der Biram als traditionelles nigrisches Musikinstrument, das von jedem gespielt werden dürfe.

## Diskographie
Die Lieder handeln von dem Leben der Vorfahren und von Geistern; vor allem vom Geist „Kargila“, der, der Legende nach, über die Boudouma wacht, sich um ihre Kultur und ihre Lebenssituation kümmert. Weitere Themen sind die Tiere, die mit den Nomaden leben, die Schönheit des Tschadsees und der Wüste und die Tapferkeit der Krieger.
- Guidan Haya (2008)
- Introducing Mamane Barka (2009)